# ريغي فيليبس
ريغي فيليبس (بالإنجليزية: Reggie Phillips)‏ هو لاعب كرة قدم أمريكية أمريكي، ولد في 12 ديسمبر 1960 في هيوستن في الولايات المتحدة.

## وصلات خارجية
- ريغي فيليبس على موقع مرجع كرة القدم المحترفة.كوم (الإنجليزية)